# Jonas Alströmer (1769–1845)
Jonas Alströmer, född 19 juni 1769, död 22 april 1845, var en svensk friherre och ämbetsman. Han var son till Patrick Alströmer, bror till Margareta Alströmer och far till Jonas Alströmer.
Alströmer var extra ordinarie kanslist vid Inrikes civilexpeditionen 1787, kopist 1793 och kanslist 1796-1810. Han var amatörviolinist och medlem av Harmoniska Sällskapet samt invaldes som ledamot nummer 100 i Kungliga Musikaliska Akademien den 11 januari 1788.
Alströmer var även ämnessven vid Vetenskapsakademien 1789.